# Dzolo-Kpuita

Dzolo-Kpuita är en ort i sydöstra Ghana. Den är huvudort för distriktet Ho West, och folkmängden uppgick till 1 448 invånare vid folkräkningen 2010.